# Paula Canga-Argüelles y Ventades
Paula Canga-Argüelles y Ventades   (València, 1805 - Madrid, 9 de febrer de 1876), també anomenada Paula Canga-Argüelles de Vigo, va ser una aristòcrata, cantant i pianista espanyola. Es va fer coneguda com a cantant i pianista de salons privats on s'organitzaven vetllades musicals. Va organitzar-ne ella mateixa mentre estava exiliada a Londres durant la Dècada Ominosa a favor dels liberals residents en l'exili.
Va néixer a València el 1805, filla del ministre José Canga Argüelles i d'Eulalia Ventades y Ventades. Era germana del metge i historiador Felipe Canga-Argüelles. Es va casar amb el general Pedro Méndez de Vigo, de qui va enviudar eventualment. Va rebre educació musical, deixebla de Manuel García, que la va fer cantar en els salons aristocràtics madrilenys amb les seves filles, María i Pauline. Vers 1821 va ser la primera dona vinculada a l'Ateneu Espanyol, on va ingressar amb setze anys com a «associada», probablement entesa com a intèrpret de piano, que no com a sòcia de ple dret. El 1823 es va exiliar a Anglaterra amb la família, i el 1825 comunica que toca el piano a Londres. A la capital britànica es va fer molt coneguda pel nom de Madame Vigo, pels recitals que va organitzar per contribuir al sosteniment dels liberals seguidors de Rafael del Riego exiliats també a Anglaterra.
A la seva tornada a Espanya, durant les dècades del 1830 i 1840 va assolir certa fama com a cantant en els salons de l'aristocràcia madrilenya en tota mena de vetllades musicals, inclosa a la casa dels Canga-Argüelles, essent una de les cantants més destacades de l'àmbit burgès. Va ser membre de l'Acadèmia Filharmònica Matritenca, del Museu Líric i del Liceu Artístic i Literari. Va organitzar les principals reunions musicals de l'època, a les quals assistien altres cantants com Mariana de Arce, María Alonso de Arana, Antonia Arrieta de Cid, Carlota Campos, Dolores Carrelero, Manuela Lema, Pilar Ezpeleta, Isabella Colbran, i moltes altres, que formaven part de la secció musical del Liceu. Va morir a Madrid el 9 de febrer de 1876.
Des de 1998, un carrer de Gijón porta el seu nom.